# Vescomtat de Pommiers
El vescomtat de Pommiers fou una jurisdicció feudal de França sorgida de la senyoria de Pommiers centrada al castell de Pommiers a les comunes de Vérac i de Villegouge al cantó de Fronsac a la Gironda.
Els senyors de Pommier apareixen a la història relativament tard encara que haurien sorgit al segle xi quan els primers Pommiers apareixen al cartulari de La Réole. Al segle xii havien adquirit Vérac (Veyrac o Beyrac). Abans del segle xiii van construir el castell al costat de l'antiga vila de Pommiers que estava en ruïnes; el 1273 el senyor Guillem Sanç declarava tenir en feu d'Anglaterra el castrum de Pomeriis. El castell fou destruït vers 1303 a la guerra de Gascunya (fou reconstruït i engrandit durant el segle XIV). El 1335 Guillem Sanç II va morir i el va succeir el seu fill Guillem Sanç III. Els Pommiers van adquirir el vescomtat de Fronsac. Guillem Sanç IV com la majoria dels senyors de Gascunya s'inclinava per ajudar a França a eliminar el poder anglès a Guyena però el seu complot fou descobert i tot i els serveis que el seu pare i altres ancestres havien fet a la corona anglesa, no fou perdonat i va morir vers 1367; els seus dominis foren confiscats. Assalida de Pommiers va aportar els drets a Elies III de Grignols (vers 1364-1401) i després van passar al seu fill Francesc de Grignols (vers 1401-?) que es va titular vescomte de Fronsac en els dominis heretats de la mare. Pommiers va passar a mans dels Acard, els Fronsac i el Brons que hi van residir rarament. El 1805 el darrer vescomte va vendre el castell i el poble de Pommiers.